# کریپن(آبگرم)
کریپن ناحیه ای از آبگرم کنایپ باد شانداو (باد شواندوا) مورد تأیید ایالت در ناحیه ساکسون سوئیس-کوهستان‌های سنگ شرقی در زاکسن است.

## جغرافیا
کریپن تنها ناحیه در ساحل چپ البه در مقابل Postelwitz است. کریپنباخ در نزدیکی کریپن به البه می‌ریزد. حجم آب تغذیه شده توسط Gautzschgrabenquell در نزدیکی مرز با جمهوری چک، اما منابعی فراتر از مرز را نیز دریافت می‌کند، حوضه آبریز خود را تقریباً تا Maxičky در سمت بوهمیا کوه‌های ماسه سنگی البه در زیر Okrouhlik (494) امتداد می‌دهد. متر تو NN).

## تاریخچه
محل استقرار اولیه صنعتگران و بازرگانان در ساحل چپ البه با خانه‌های نیمه‌چوبی حفظ‌شده، که در اوایل سال ۱۳۷۹ ذکر شد، از اواخر قرن نوزدهم وجود داشته‌است. قرن، زمانی که توسعه گردشگری آغاز شد، یک استراحتگاه تابستانی. این منطقه حوزه فعالیت فردریش گوتلوب کلر (۹۵–۱۸۱۶)، شهروند کریپن و مخترع چوب زمینی برای تولید کاغذ، از سال ۱۸۵۳ تا زمان مرگش بود. لوح یادبودی در منزل شماره ۷۶ در خیابان اصلی به نام او، موزه انبار، جایی که مخترع در آن زندگی می‌کرد، به او و کارهایش ادای احترام می‌کند. در سال ۲۰۰۹ کریپن ۵۶۸ سکنه (۱۹۹۹: ۷۲۰ نفر) داشت.
کریپن در ۱ متولد شد در ژانویه ۱۹۹۹ ثبت شد.

## ویژگی‌های گشت و گذار
- کلیسای ولادت
- Friedrich-Gottlob-Keller-Museum کریپن، Friedrich-Gottlob-Keller-Straße 76 (اطلاع از اختراع و مخترع کاغذ زمینی)
- مسیر ساعت آفتابی در روستا با ۱۲ ساعت آفتابی

## ترافیک
کمی در غرب شهر، ایستگاه کریپن در خط راه‌آهن Děčín-Dresden-Neustadt قرار دارد. ایستگاه کریپن هر ۶۰ دقیقه در هر جهت توسط S-Bahn درسدن (خط S1 Meissen-Triebischtal-Schöna) و هر ۲ ساعت یک بار توسط Elbe-Labe-Sprinter (Rumburk-Bad Schandau-Děčín hl.n.) خدمات رسانی می‌شود. یک بار در روز (آخر هفته) کریپن نیز توسط Wanderexpress-Böhmica (Dresden–Děčín hl.n.) سرو می‌شود. –Litoměřice město) نزدیک شد. یک کشتی بین مرکز Bad Schandauer و کریپن حرکت می‌کند.

## پسران و دختران منطقه
- اکهارد بکر (۱۹۴۵–۲۰۰۹)، بازیگر و کارگردان تئاتر

## متفرقه
دو فروند بخار پارو به نام شهر تغییر نام دادند - در سالهای ۱۹۳۸ و ۱۹۴۶.

## ادبیات
- Richard Steche: کریپن. In: Beschreibende Darstellung der älteren Bau- und Kunstdenkmäler des Königreichs Sachsen. 1. Heft: Amtshauptmannschaft Pirna. C. C. Meinhold, Dresden 1882, S. 43.
- کریپن im Digitalen Historischen Ortsverzeichnis von Sachsen

## موارد
1. ↑  Einwohnerzahl von Bad Schandau sinkt, Sächsische Zeitung (Ausgabe Pirna) vom 26. Januar 2010
2. ↑  StBA: Änderungen bei den Gemeinden Deutschlands, siehe 1999